# Charagauli (distrikt)
Charagauli (georgiska: ხარაგაულის მუნიციპალიტეტი, Charagaulis munitsipaliteti) är ett distrikt i Georgien. Det ligger i regionen Imeretien, i den centrala delen av landet, 130 km väster om huvudstaden Tbilisi. Antalet invånare år 2014 var 19 473. Arean är 913,90 kvadratkilometer.